# Carl Alexander Grunelius
Carl Alexander Grunelius (* 7. Juli 1834 in Frankfurt am Main; † 20. Mai 1882 in Genua) war ein deutscher Unternehmer.

## Leben
Der Familienname Grunelius stammt aus Friedberg in Hessen, wo Johannes I. Grünling (~1543–1611) Lehrer an der Lateinschule war und 1577 dem humanistischen Zeitgeschmack folgend seinen Familiennamen in Grunelius änderte.
Carl Alexander Grunelius entstammte der wohlhabenden Frankfurter Bankiersfamilie Grunelius und wurde nach der 1871 erfolgten Annexion des sogenannten Reichslands Elsaß-Lothringen durch das neu errichtete Deutsche Kaiserreich neuer Eigentümer und Investor eines Eisenhüttenwerks im elsässischen Niederbronn-les-Bains und seit 1876 Eigentümer des Schlossguts Kolbsheim, auch Chateau de Kolbsheim, nahe Straßburg.
Der neue Schlossherr konnte sich aber nur sechs Jahre an seinem Besitz erfreuen, da er bereits 48-jährig starb. Seine Witwe Maria Grunelius geb. Koechlin (* 1841 in Mühlhausen; † 1889 in Zell am See) und stammte aus einer vermögenden Familie im Großraum Basel. Das Ehepaar hinterließ vier Kinder: Caroline Wilhelmine Grunelius (* 1862), Moritz Eduard von Grunelius (* 1863, Erbe, preußischer Adel seit 1900), Adele Marie Grunelius (* 1866) und Hélène Marie Grunelius (* 1870).